# Richard Inimă de Leu
Richard I (n. 8 septembrie 1157, Oxford, Regatul Angliei – d. 6 aprilie 1199, Châlus, Limousin, Franța) a fost rege al Angliei în perioada 1189-1199. Era cunoscut și sub numele de Richard Inimă-de-Leu datorită reputației sale de mare lider militar.
De asemenea, el a domnit ca Duce al Normandiei, Aquitaniei și Gasconiei,  ca Lord al Ciprului și conte al Poitiers, Anjou, Maine și Nantes și a fost  Lord  al Bretaniei în diferite momente în aceeași perioadă. El a fost al treilea din cei cinci fii ai regelui Henry al II-lea al Angliei și Eleanor al Aquitaniei și părea puțin probabil să devină rege, dar toți frații săi, cu excepția celui mai mic, Ioan, și-au predecedat tatăl. Richard este cunoscut sub numele de Richard Cœur de Lion (franceză normandă: Le quor de lion) sau Richard Inimă de Leu datorită reputației sale de mare lider militar și războinic.   
La vârsta de 16 ani, Richard a preluat comanda propriei sale armate, provocând rebeliuni în Poitou împotriva tatălui său.  Richard a fost un important comandant creștin în timpul celei de-a treia cruciade, conducând campania după plecarea lui Filip al II-lea al Franței și obținând victorii considerabile împotriva liderului musulman, Saladin, deși a finalizat un tratat de pace și a încheiat campania fără a  cuceri Ierusalimul.  
Richard vorbea probabil atât franceză, cât și occitană.    S-a născut în Anglia unde și-a petrecut copilăria; înainte de a deveni rege, a trăit însă cea mai mare parte a vieții sale adulte în Ducatul Aquitaniei, în sud-vestul Franței. El a petrecut foarte puțin timp, poate doar șase luni, în Anglia. Cea mai mare parte a vieții sale ca rege a fost petrecută în cruciadă, în captivitate sau în apărarea activă a pământurilor sale în Franța. În loc să-și considere regatul ca o responsabilitate care necesită prezența sa ca conducător, el a fost perceput ca preferând să-l folosească doar ca o sursă de venit pentru a-și sprijini armatele.  Cu toate acestea, supușii lui l-au vazut  ca pe un erou evlavios  .

## Primii ani

### Nașterea
Richard s-a născut pe 8 septembrie 1157 la Palatul Beaumont, în Oxford, Anglia.    A fost fiul regelui Henric al II-lea al Angliei și al reginei Eleanor de Aquitania, din   Casa de Plantagenet  . A fost fratele mai tânăr al lui Henric cel Tânăr și al lui Matilda, ducesa de Saxonia, și William al IX-lea, contele de Poitiers, primul născut al lui Henric.   Fiind al treilea fiu al lui Henric al II-lea , nu era de așteptat să preia tronul. A mai avut mulți alți frați - Geoffrey al II-lea, ducele de Britannia,  Eleanor, regina Castiliei,  Ioana, regina Siciliei,  Ioan, contele de Mortain, precum și  Maria de Franța, contesa de Champagne, care era sora vitregă, și  Alix de Franța.   
Dar fiul cel mai mare al lui Henric al II-lea și al lui Eleanor, William al IX-lea, a murit înainte că Richard să se nască.  Richard era fiul preferat al mamei sale, Eleanor. Tatăl său, Henric al II-lea, era angevin-normand și strănepotul regelui Wilhelm Cuceritorul.   Istoricul   Ralph de Diceto, care a făcut un arbore genealogic al familiei lui Henric al II-lea, spunea că era urmașul  reginei Matilda a Scoției, dar și al lui Alfred cel Mare, al lui Noe și chiar al zeului Odin.  Conform tradiției familiei angevine, sângele infernului   curgea în venele descendenților lui  Melusina .  

Despre Richard se spunea că era atractiv- părul sau era roșcat-blondiu, avea ochi   pătrunzători și o piele albă.  După istoricul Clifford Brewer, avea o înălțime impunătoare - 1,96 metri.   Fratele său, Ioan, cel mai tânăr fiu al lui Henric al II-lea, avea 1,65 metri.  
În manuscrisul "Itinerarium peregrinorum et gesta regis Ricardi",  o proză narativă despre A treia cruciadă, scrisă în limba latină,  scria că "era înalt, construit  elegant, culoarea părului sau era roșie și aurie, membrele sale erau suple și puternice, armele sale lungi se potriveau purtării sabiei, picioarele sale lungi se potriveau cu trupul său. 

### Educația
În timp ce tatăl său vizita meleagurile din Scoția și Franța, Richard și-a petrecut copilăria în Anglia. A vizitat pentru prima oară continentul european în mai 1165 când mama sa era în Normandia.  S-a întâlnit cu bona sa, Hodierna de la Sfântul Albans, care l-a educat să devină rege.  
Richard nu vorbea și nici nu înțelegea limba engleză. A fost educat să scrie și să compună poezii în    limba occitană și în limba franceză. Avea să devină  un rege francofil.  
De la o vârstă timpurie, Richard  își demonstra abilitățile  politice și militare, fiind recunnoscut pentru cavalerie și pentru curajul cu care se lupta  pentru a controla rebeliunile nobiliare pe teritoriile sale. 
Pentru că alianțele maritale erau comune epocii,  lui Richard i-a fost aranjată o nuntă în martie 1159 cu  una din fiicele  lui Ramon Berenguer al IV-lea, contele Barcelonei. Dar aranjamentul a picat și nuntă n-a mai avut loc. 
Henric cel Tânăr, considerat moștenitorul coroanei, s-a căsătorit cu Margaret, fiica lui Ludovic al VII-lea al Franței, pe 2 noiembrie 1160.  În ciuda alianței dintre Plantageneti și Capetieni, cele două case regale nu s-au înțeles și au intrat deseori în conflict.  
În 1168 a fost necesară intervenția Papei Alexandru al III-lea pentru a interveni în conflictele caselor regale. Henric al II-lea a trebuit să cucerească Bretania și să preia controlul în Gisors, Vexin și asupra domeniului lui Margaret. 
S-ar fi încercat o nuntă între Richard și Alys, contesa de Vexin, a patra fiica lui Ludovic al VII-lea, dar din cauza rivalității cu Henric al II-lea, nunta n-a mai avut loc.  Până la urmă s-a încheiat un tratat de pace în ianuarie 1169 și căsătoria dintre Richard și Alys a fost confirmată. Henric al II-lea a planuit să-și împartă teritoriile sale cu Eleanor  prin cei trei fii după rit carolingian :
- Henric cel Tânăr avea să devină regele Angliei și să controleze Anjou, Maine și Normandia
- Richard avea să moștenească Aquitania și Poitiers de la mama sa
- Geoffrey avea să devină ducele Bretaniei prin căsătoria cu Constance

În 1170  Henric al II-lea s-a îmbolnăvit și a căzut la pat, astfel și-a promulgat planul pentru divizarea regatului.  În iunie 1170, Henric cel Tânăr a fost încoronat, iar Richard și cu mama sa au plecat în Aquitania în  anul următor.  Henric al II-lea i-a dat ducatul Aquitaniei lui Richard la cererea lui Eleanor.   Împreună au pus piatra fundației Mănăstirii Sfântului Augustin în Limoges. În iunie 1172, la vârstă de 12 ani, Richard a fost recunoscut drept duce al Aquitaniei și conte de Poitou, primind emblema și blazonul și luând parte la ceremonia din Limoges unde a purtat inelul Sfintei Valerie, personificarea Aquitaniei.

### Familia

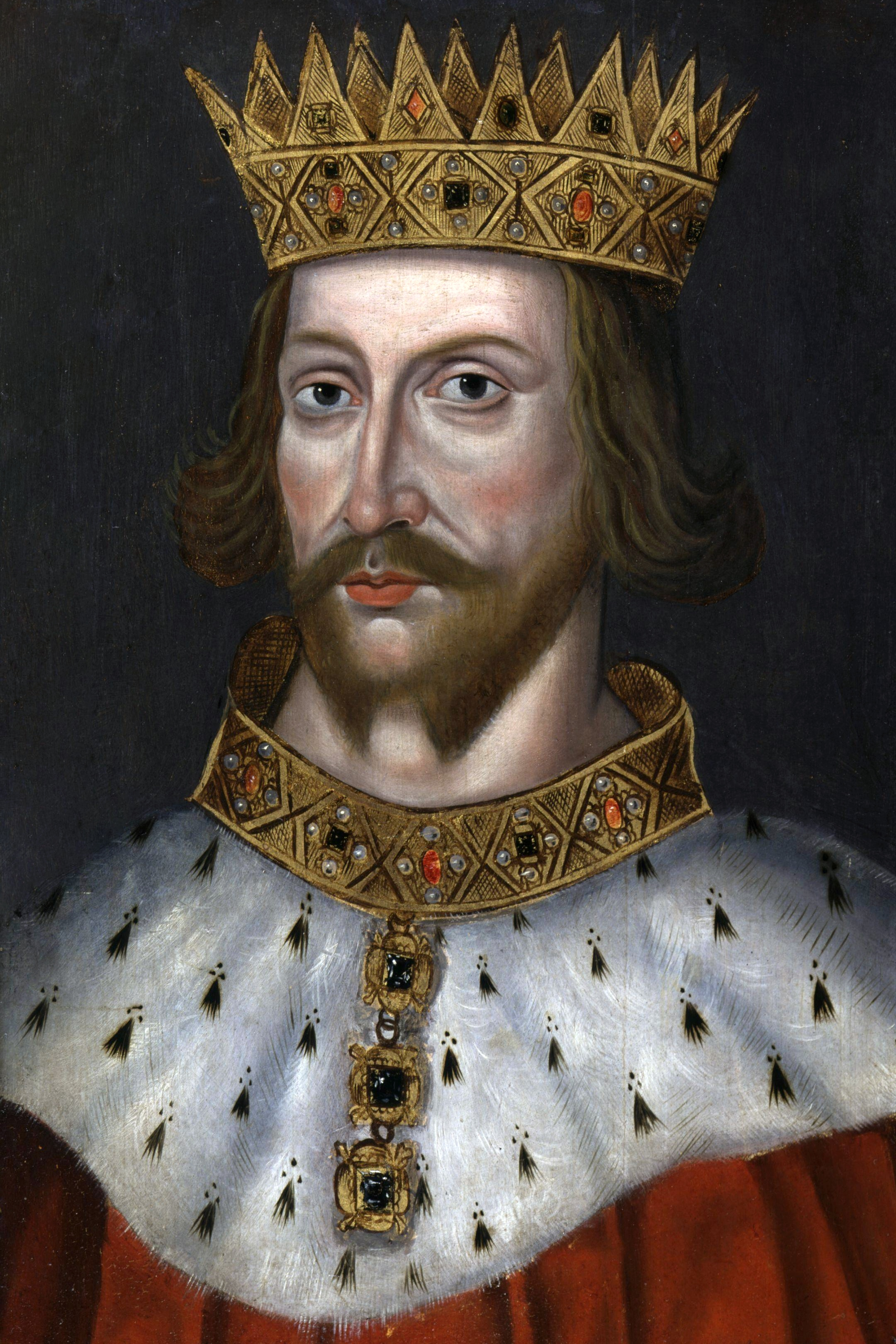
Henric al II-lea al Angliei, tatăl
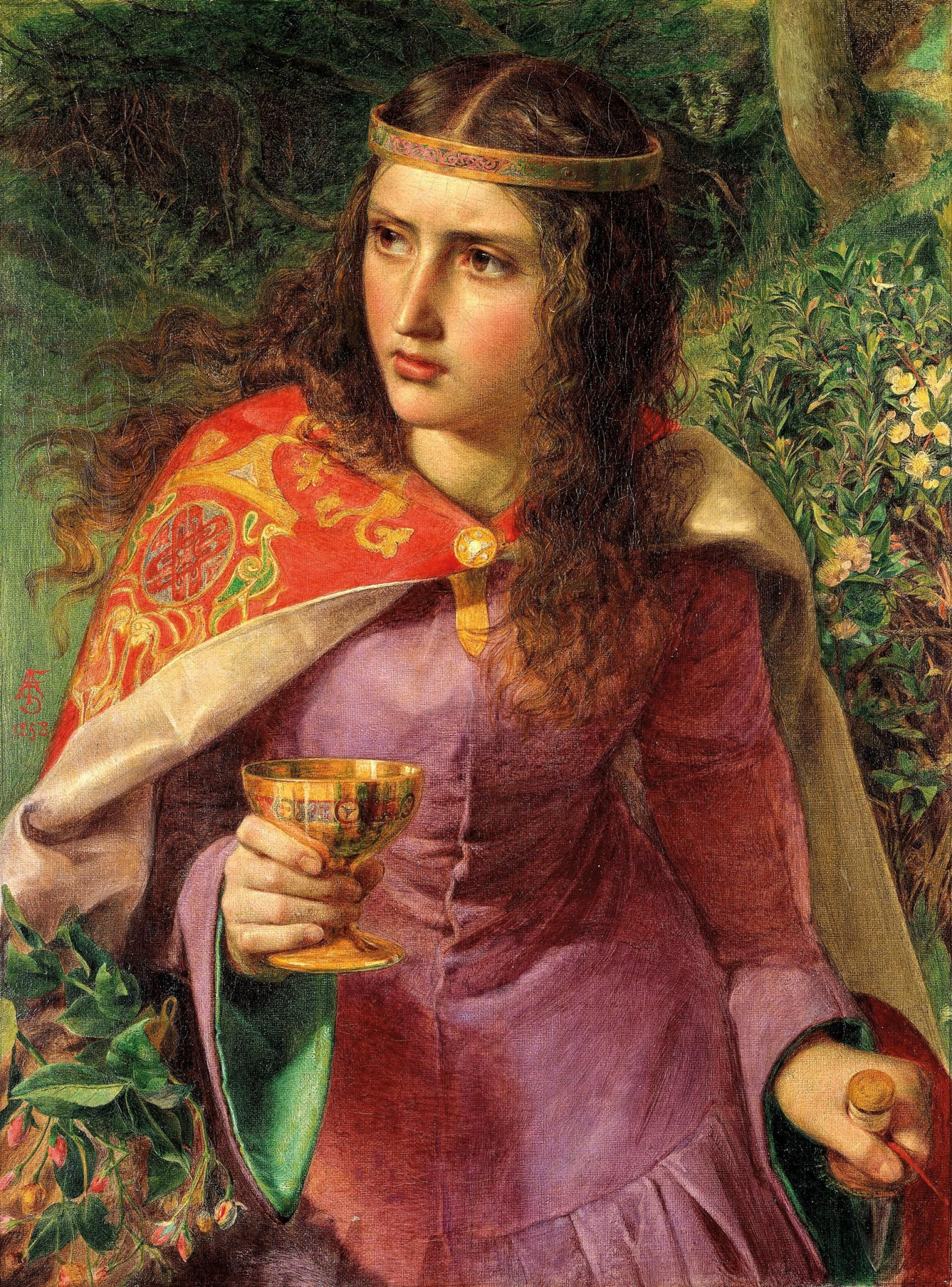
Eleanor de Aquitania, mama
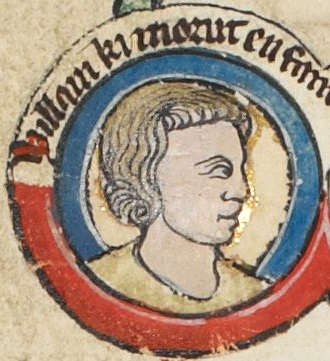
William al IX-lea, contele de Poitiers, fratele cel mai mare
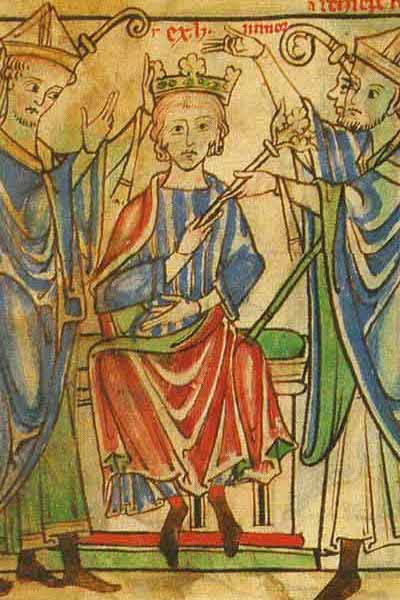
Henric cel Tânăr, fratele mai mare, al doilea fiu al regelui Henric al II-lea
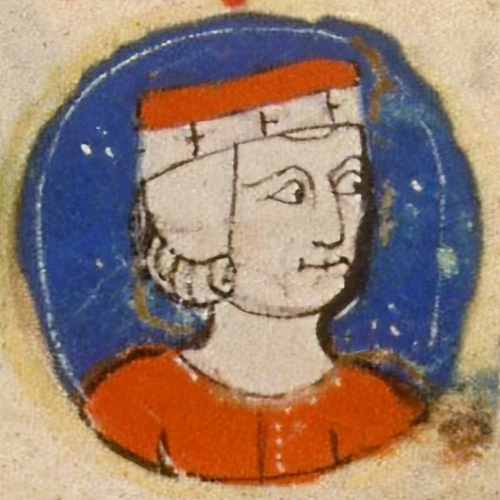
Geoffrey, ducele de Bretania,  fratele mai mic
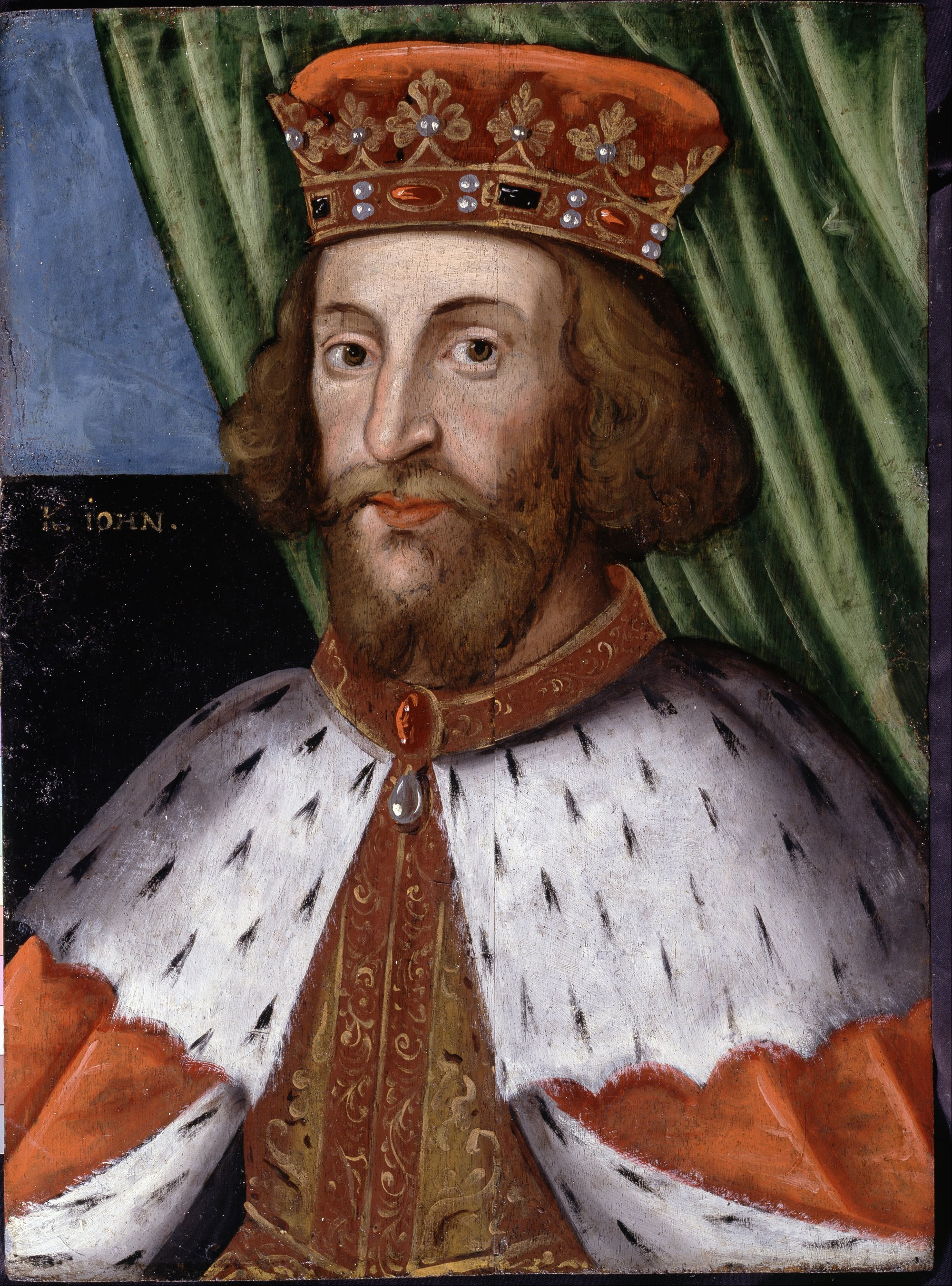
Ioan Fǎrǎ de Țară,  fratele mai mic, viitorul rege al Angliei
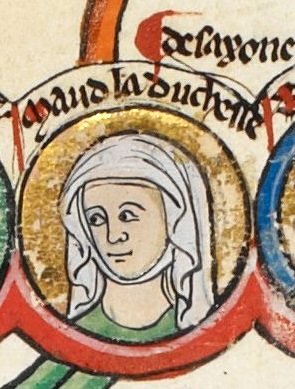
Matilda , ducesa Saxoniei , sora cea mare
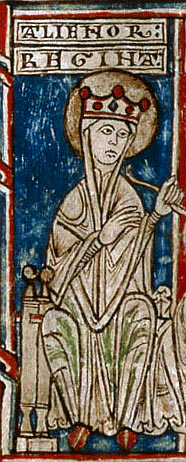
Eleanora de Anglia, regina Castiliei si Toledo, sora mai mică
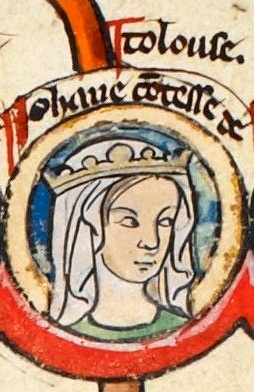
Ioana de Anglia, regina Siciliei, soră
Geoffrey , arhiepiscop de  York, frate vitreg
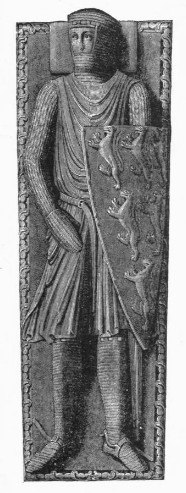
William Longespée, al treilea duce de Salisbury, frate vitreg
Alix de Blois, sora vitregă
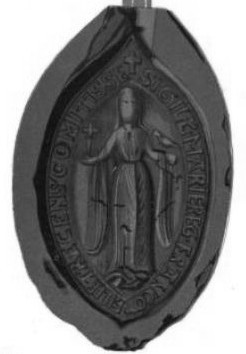
Marie Champagne, sora vitregă

## Richard ca Ducele Aquitaniei

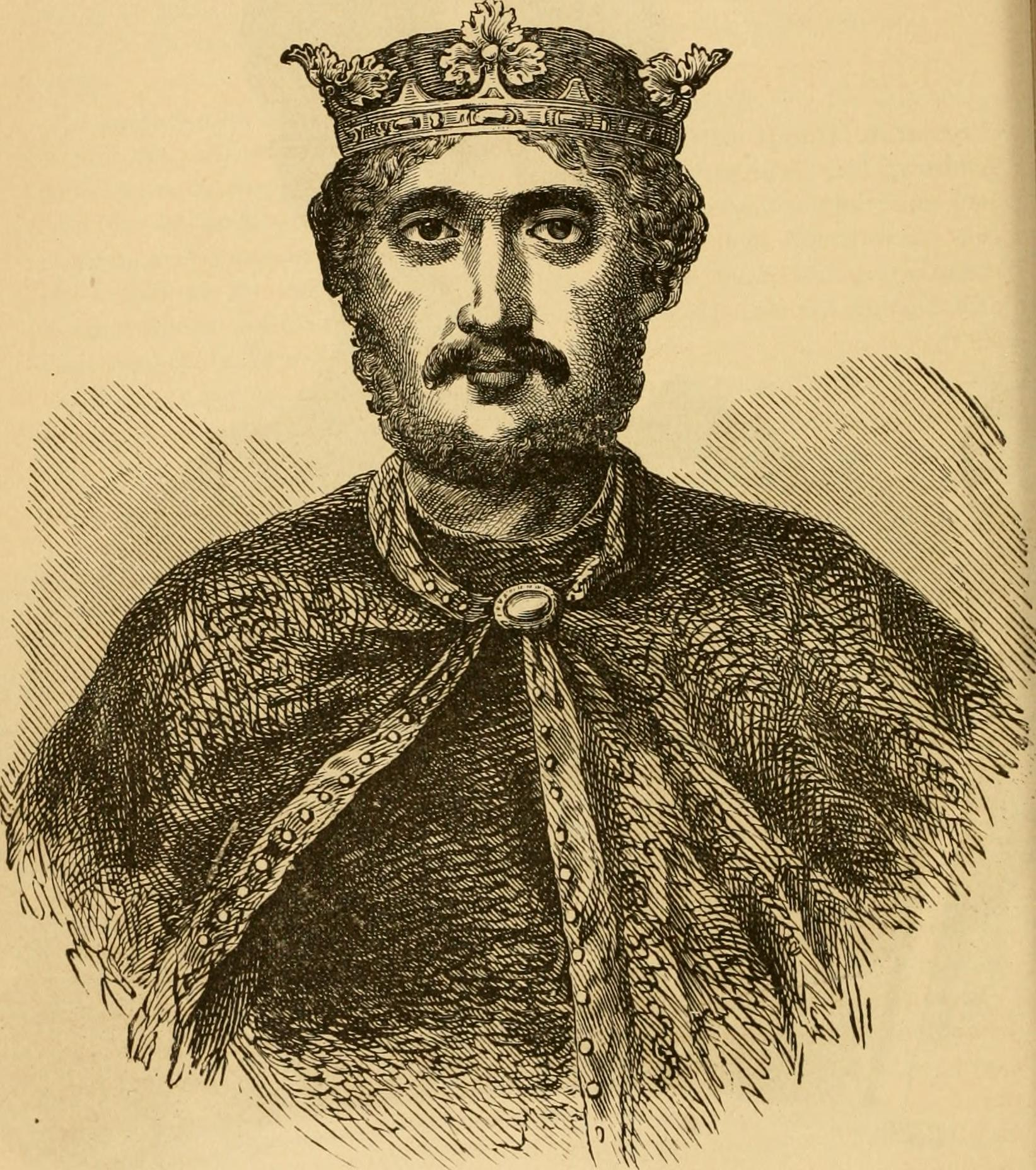
Chipul imaginar al lui Richard I din atlasul "Illustrated universal history" (1880)

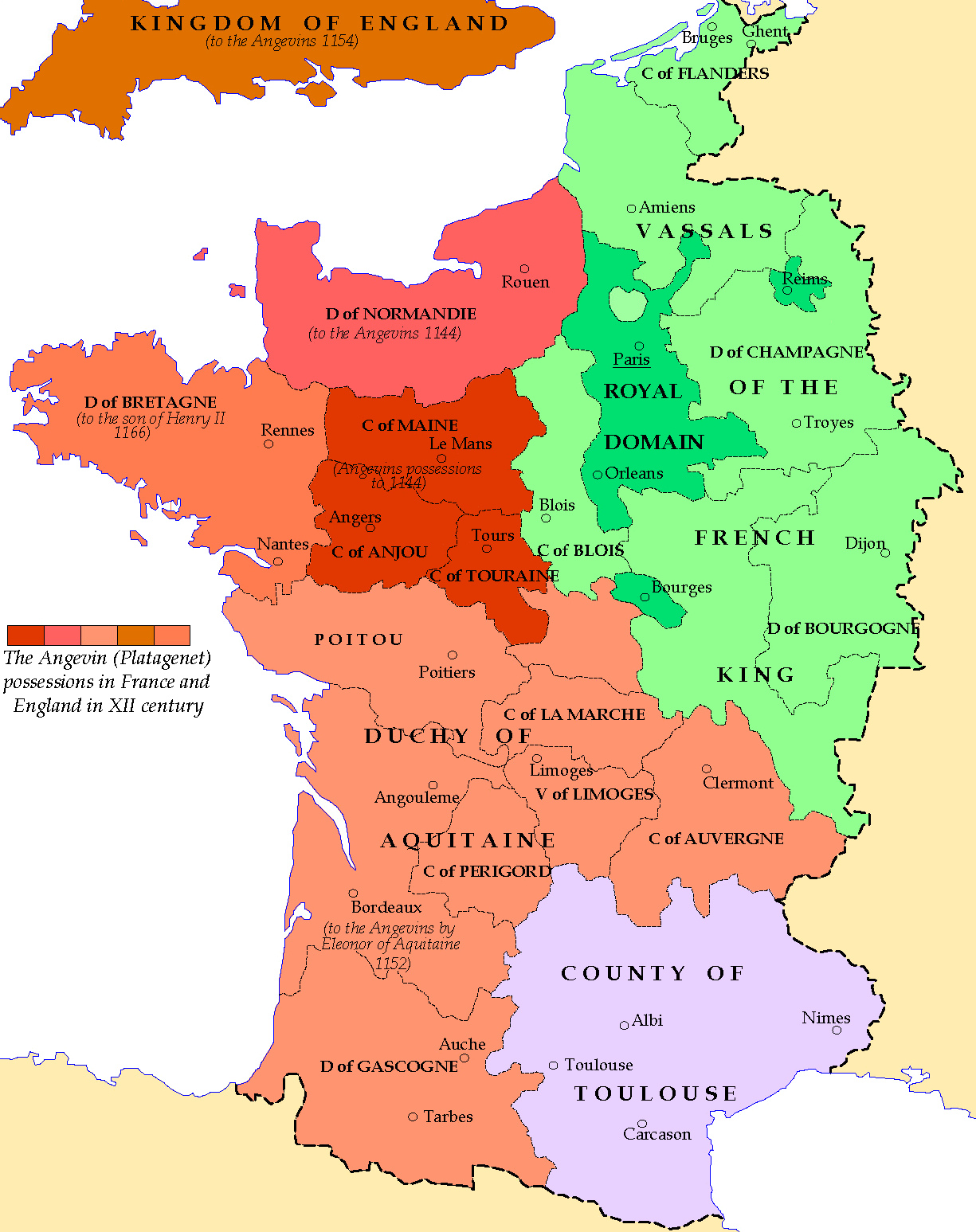
Posesiunile lui Richard din Franța

### Alianța cu Regatul Franței și revolta împotriva lui Henric al II-lea
Henric cel Tânăr a instigat la rebeliune împotriva tatălui său conform lui Ralph de Coggeshall. A vrut să-și dobândească domnia independența în teritoriile promise de  regele englez și să iasă  de sub autoritatea tatălui  său , care îi controla  până și scrisorile.  Și Eleanor ar fi încurajat revoltele fiilor săi împotriva regelui. 
Henric cel Tânăr și-a abandonat tatăl și a plecat în Franța, căutând protecție din partea regelui Ludovic al VII-lea al Franței,  frații săi mai tineri,  Richard și Geoffrey, l-au urmat. Doar Ioan , care avea 5 ani , a rămas în Anglia. Ludovic  le-a oferit suport celor trei frați și i-a oferit lui Richard titlul de cavaler și l-a pus să depună jurământul de vasalitate.  Jordan Fantosme, un poet contemporan, descria rebeliunea drept "un război fără iubire". 
Toți frații au depus un jurământ curții franceze că nu vor face acorduri cu Hernic al II-lea fără acordul lui Ludovic al VII-lea și al baronilor francezi. Cu sprijinul lui Ludovic, Henric cel Tânăr a atras mulți baroni de partea cauzei sale  promițându-le pământuri și bani, mai ales lui Filip I, contele de Flandra, căruia i-a promis bani echivalentul cu 1000 de lire de azi și castele.    Robert de Beaumont, al treilea conte de Leicester, s-a alăturat lui Hugh Bigod, primul cont de Norfolk, Hugh de Kevelioc, al cincelea conte de Chester, și lui William I de Scoția.   Alianța cu Ludovic a avut succes și din iulie 1173 rebelii au asediat Aumale,  Neuf-Marché și Verneuil. Hugh de Kevelioc a capturat Dol în Britannia.  Richard s-a dus la Poitou și i-a mobilizat pe baroni loiali  lui și mamei sale să se revolte împotriva regelui englez.  Dar Eleanor a fost capturată, iar Richard a plecat să-și conducă campania împotriva lui Henric al II-lea pe cont propriu.  A mărșăluit să ocupe La Rochelle, dar a fost respins de locuitori.  S-a retras la orașul Saintes unde și-a stabilit baza de operațiuni. 
Între timp, Henric al II-lea a mobilizat o armata costisitoare cu 20 000 de mercenari pentru a combate rebeliunea, apoi a mărșăluit la Verneuil. Ludovic, speriat, și-a retras forțele. Armata engleză a recapturat Dol și a supus Bretania.  Regele englez le-a propus  pace fiilor săi, dar aceștia , sfătuiți de Ludovic, au refuzat. Henric și-a condus forțele pentru a captura orașul Saintes .  Richard a reușit să scape cu un grup mic de soldați. S-a refugiat la Château de Taillebourg.  Henric cel Tânăr și contele de Flandra au plănuit să debarce în Anglia pentru a sprijini revoltă contelui de Leicester. Anticipând asta, Henric al II-lea s-a întors în Angia cu 500 de soldat și prizonierii săi (Eleanor și fii săi, inclusiv soțiile și amantele), dar la sosire a văzut că revolta a eșuat.  William I de  Scoția și Hugh Bigod au fost capturați în iulie. Henric al II-lea s-a întors în Franța și a asediat cetatea Rouen, unde Henric cel Tânăr i s-a alăturat lui  Ludovic al VII-lea după ce și-a abandonat planul de invazia Angliei.  Ludovic a fost înfrânt și un tratat de pace a fost semnat  în septembrie 1174- Tratatul de la Montlouis. 
Când Henric al II-lea și Ludovic al VII-lea au semnat un acord pe 8 septembrie 1174, termenii păcii îl excludeau pe Richard. Abandona de Ludovic și temându-se că va da piept armatei tatălui său, Richard s-a dus la Poitiers și s-a predat, cerând iertare regelui Henric al II-lea, plângând și căzând la picioarele sale.  Tatăl său i-a dat sărutul păcii.  În zilele următoare, și frații săi li s-au alăturat în reconcilierea cu tatăl lor.  
Termenii acordat de rege au fost mai mult decât generoși- Richard putea să păstreze patru castele din Aquitania și o jumătate din venit pentru ducatul sau.  Henric cel Tânăr a primit două castele în Normandia. Geoffrey a primit o jumătate din Bretania.  Eleanor a rămas prizonierul lui Henric până la moartea ei, parte a asigurării pentru bună purtare a lui Richard.  Richard era acum duce de Aquitania.  
După terminarea războiului, procesul de pacificare a provinciilor a început.  Regele a călătorit în Anjou pentru a pacifica relațiile , în timp ce Geoffrey era preocupat cu Bretania. În ianuarie 1175, Richard era ocupat să pedepsească baronii care s-au luptat cu el.  Istoricul John Gillingham  și cronicarul Roger de Howden scriu că castelele care au aparținut rebelilor vor fi returnate ducatului în 15 zile  înainte de declararea războiului, în timp ce altele au fost distruse fără milă .   În aceea perioadă, mulți baroni  își construiau castelele din piatră și le fortificau și le extindeau.  Lui Richard i-a luat 2 luni să asedieze castelul  Castillon-sur-Agen. Până la urmă, mașinăriile sale de asediu i-au supus pe apărătorii castelului. Castelul a fost distrus, iar Richard și-a căpătat faima și numele de "Leu" sau de "Inimă de Leu" pentru curajul, noblețea și capacitatea sa de conducere acerbă. 
El era  denumit „acest leu al   nostru” (hic leo noster) încă din 1187 în Topographia Hibernica din Giraldus Cambrensis,   în timp ce denumirea „lionheart” (le quor de lion) este înregistrată pentru prima dată în L'Estoire de Ambroise de la Guerre Sainte în contextul campaniei Accon din 1191. 
Henric nu părea să creadă  în fii săi că își vor folosi resursele din nou împotriva sa. Se speculează că a avut o relație de iubire ascunsă cu Alys, soția promisă lui Richard, fiica lui Ludovic al VII-lea al Franței. 
Căsătoria dintre Richard și Alys era imposibilă în ochii bisericii. Richard a renunțat la Alys pentru că era sora regelui junior Filip al II-lea al Franței, un aliat apropiat.  

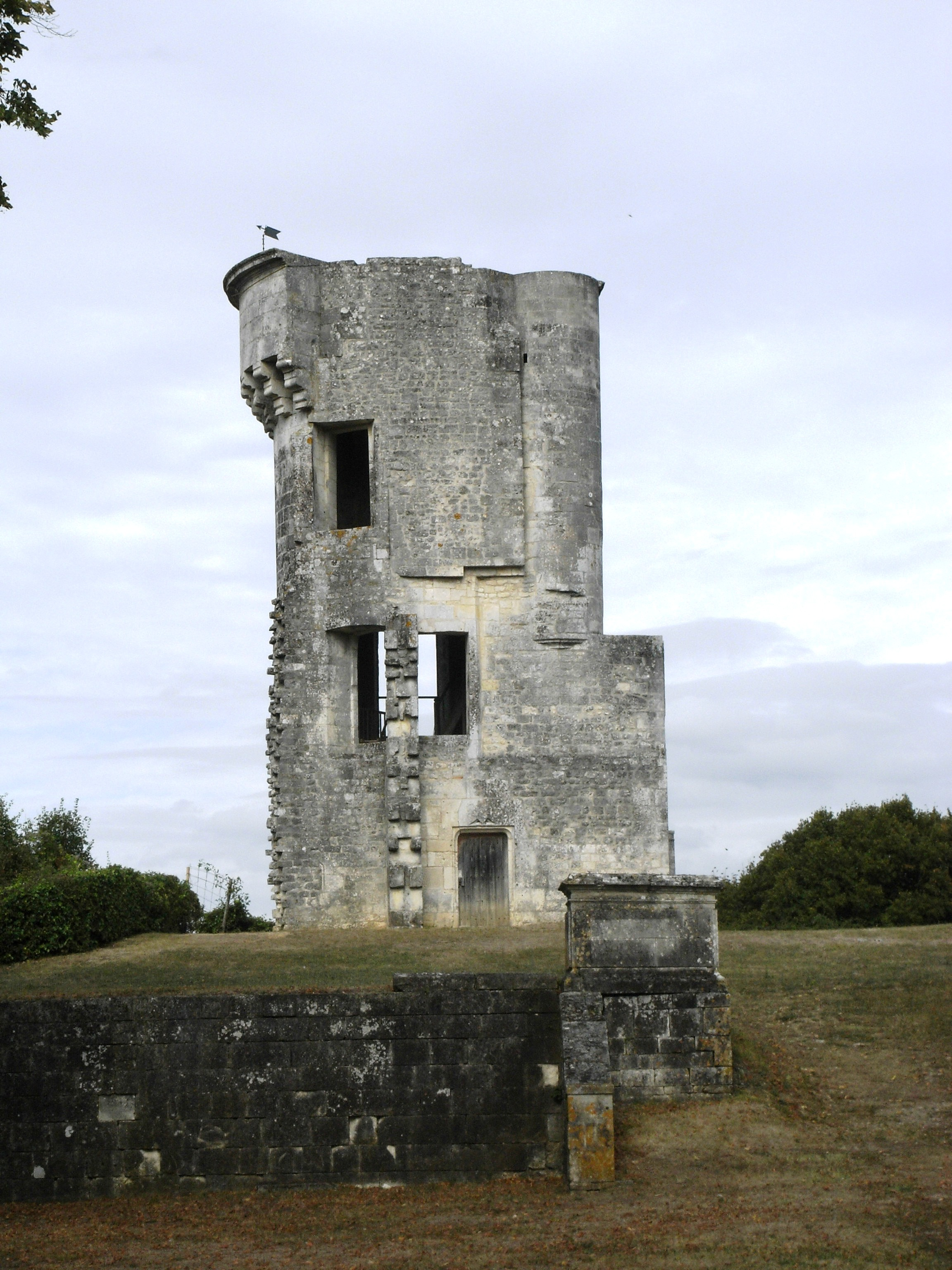
Ruinele fortareței Taillebourg

După eșecul de-ași înlătura tatăl de la tron, Richard și-a concentrat efortul pe suprimat revoltele interne ale nobililor din Aquitania, mai ales în Gasconia, manifestând multă cruzime.  Sperând să-l detroneze pe Richard, rebeilii au căutat ajutor de la frații săi, Henric cel Tânăr și Geoffrey.   În primăvara 1179, Richard era preocupat cu asediul fortăreței Taillebourg, ai cărei ziduri erau impenetrabile. Castelul era înconjurat de un deal din trei părți și de un oraș cu un zid cu trei straturi.   Richard a distrus și jefuit fermele din apropierea fortăreței, lăsându-i pe apărătorii fortăreței fără întăriri, fără hrană, cu toate  căile de retragere închise.  Garnizoana fortăreței a ieșit afară și l-a atacat pe Richard. Forțele lui Richard au nimicit garnizoană și în două zile au preluat castelul.  Victoria lui Richard de la Taillebourg i-a  intimidat pe toți baronii care se gândeau la revolta împotriva sa și au trebuit să-și declare loialitatea către el.  

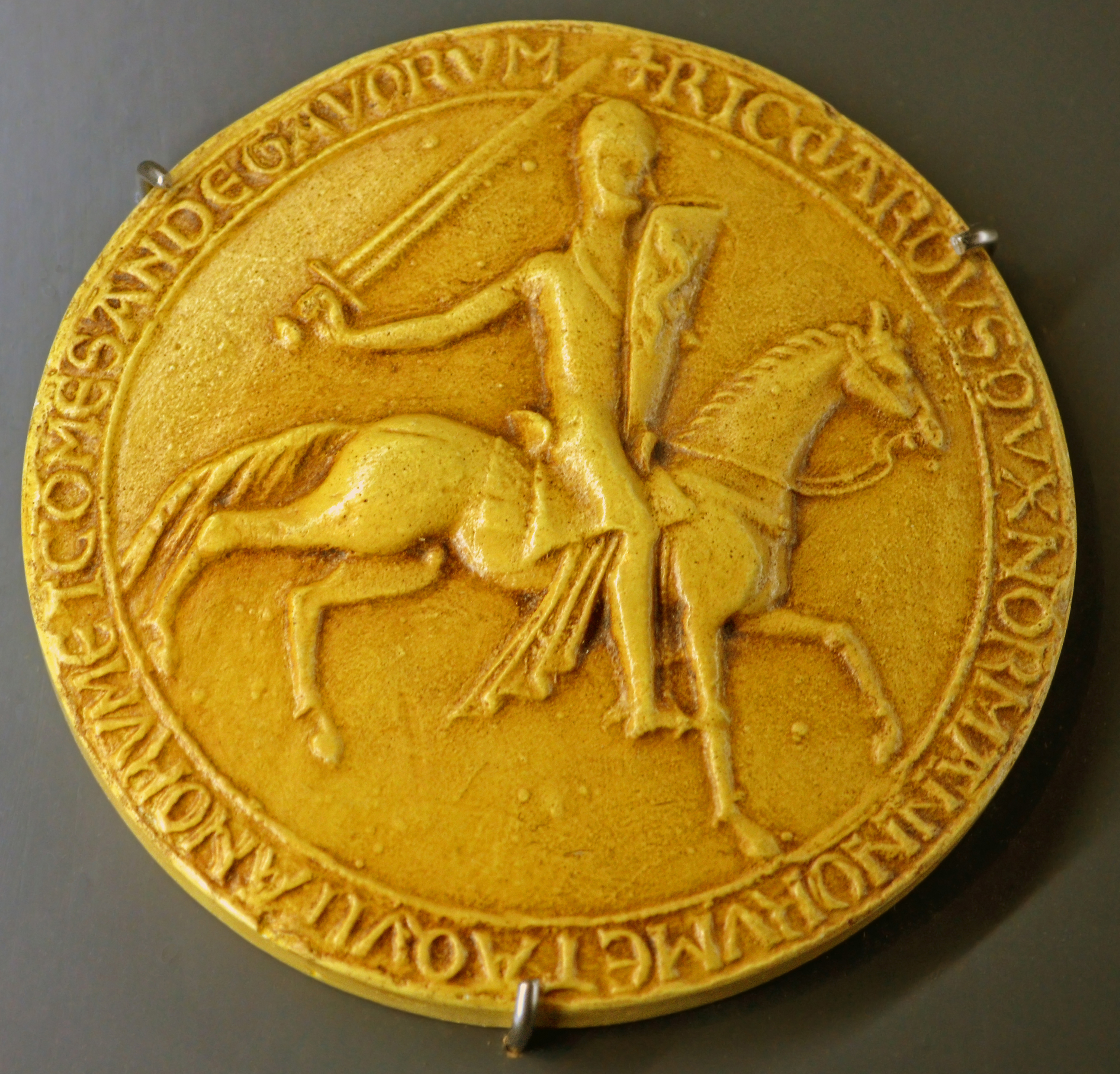
Sigilul lui Richard I(1195) pe care scrie inscripționat RICHARDUS DUX NORMANNORUM ET AQUITANORUM ET COMES ANDEGAVORUM ("Richard duce al Normanzilor și Aquitanilor, și contele Angevinilor"), expus la muzeul de istorie din Vendée - Les Lucs-sur-Boulogne, Vendée

În 1181-1182, Richard a întâmpinat o altă revoltă  în comitatul Angoulême care își declarau loialitatea față de Filip al II-lea al Franței. Luptele s-au răspândit în Limousin și  Périgord. Richard a condus campanii punitive, suprimând revoltele cu cruzime .  Cu sprijinul tatălui său și al fratelui   mai mare, Richard a reușit să-i aducă pe Vicontele Aimar V de Limoges și Contesa Elie de Perigord la negocieri., 
Richard  și-a impus controlul  asupra Aquitaniei, acum era timpul pentru o nouă revoltă împotriva tatălui său. În anii 1180-1183, tensiunile dintre el și Henric al II-lea au erupt din nou. Regele englez i-a ordonat lui Richard să-i aducă un omagiu lui Henric cel Tânăr, dar Richard a refuzat. În 1183, Henric cel Tânăr și Geoffrey, ducele de Bretania, au invadat Aquitania pentru a-l supune pe Richard. Baronii din Aquitania  s-au alăturat și lor împotriva ducelui Richard. Dar Richard a reușit să-și mențină trupele pe poziții și a executat prizonierii. 
Între timp, în iunie 1183, Henric cel Tânăr a murit de dizenterie, la vârsta de 28 ani, în timp ce se afla în campanie. Pentru Henric al II-lea a fost o veste devastatoare, iar conflictul a luat pauză.   Richard devenea oficial cel mai mare fiu  supraviețuitor și moștenitorul coroanei engleze. Henric i-a cerut  lui Richard să renunțe la Aquitania și să-l pună pe Ioan că prinț moștenitor. Richard a refuzat, iar conflictul a continuat. Henric al II-lea i-a dat permisiunea lui Ioan să invadeze Aquitania.  
În 1187, Richard s-a aliat cu Filip al II-lea al Franței.  Roger din Howden a scris:
Regele Angliei a fost lovit cu mare uimire și s-a întrebat ce ar putea însemna [această alianță] și, luând măsuri de precauție pentru viitor, a trimis frecvent mesageri în Franța cu scopul de a-i aminti fiul său Richard; care, prefăcându-se că era înclinat și liniștit să vină la tatăl său, și-a îndreptat drumul spre Chinon și, în ciuda persoanei care deținea custodia, a luat cea mai mare parte a comorilor tatălui său și și-a fortificat castelele în Poitou cu același lucru, refuzând să meargă la tatăl său. 
În general, Howden este preocupat în principal de politică relației dintre Richard și regele Philip. Gillingham a abordat teorii care sugerează că această relație politică era, de asemenea, intimă , ceea ce afirmă că provine probabil dintr-o înregistrare oficială care anunța  ca simbol al unității dintre cele două țări, regii Angliei și Franței dormiseră peste noapte în același pat. Gillingham a caracterizat acest lucru că „un act politic acceptat, nimic sexual în legătură cu acesta; ...  ca o  fotografie modernă”. 
În schimbul sprijinului acordat, Richard i-a promis lui Filip că îi va oferi drepturi asupra concesiunilor din Normandia și Anjou, Richard i-a oferit un omagiu lui Filip în noiembrie 1187.  Însă veștile îngrozitoare ale  bătăliei de la Hattin au sosit: Sarazinii lui  Saladin  au ocupat Ierusalimul!  
Richard a traversat Tours în compania altor nobili francezi. 

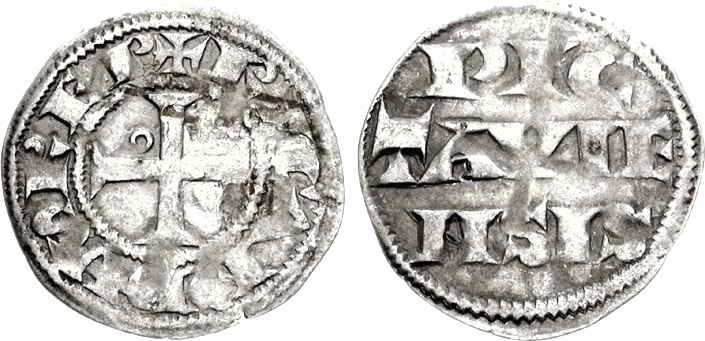
Dinar francez cu numele lui Richard inscripționat, 1199-1216.

În 1188, Henric al II-lea a plănuit să-i ofere Aquitania fiului sau mai tânăr, Ioan,  dar Richard s-a împotrivit, căci credea că Aquitania îi aparținea lui și mamei sale.   Până la urmă, Henric al II-lea a eliberat-o pe Eleanor și a trimis-o la Aquitania și i-a cerut lui Richard să renunțe la posesiuni pentru mama sa care ar putea să le conducă din nou. 

În anul următor, Richard a plănuit  o nouă expediție  împotriva tatălui său.  Împreună cu Filip, au trimis forțele franțuzești să  înfrunte forțele englezești pe care le-au înfrânt  la Ballans.   
Henric, cu acordul lui Ioan, i-a oferit titlul de moștenitorul coroanei lui Richard. Două zile mai târziu, pe 6 iulie 1189,  Henric al II-lea a murit la Chinon, iar Richard Inimă de Leu a devenit Regele Angliei, Ducele Normandiei și Contele de Anjou.  
Roger din Howden a susținut că cadavrul lui Henry a sângerat din nas în prezența lui Richard, ceea ce se presupunea că este un semn că Richard i-a provocat moartea.

## Richard ca Regele Angliei

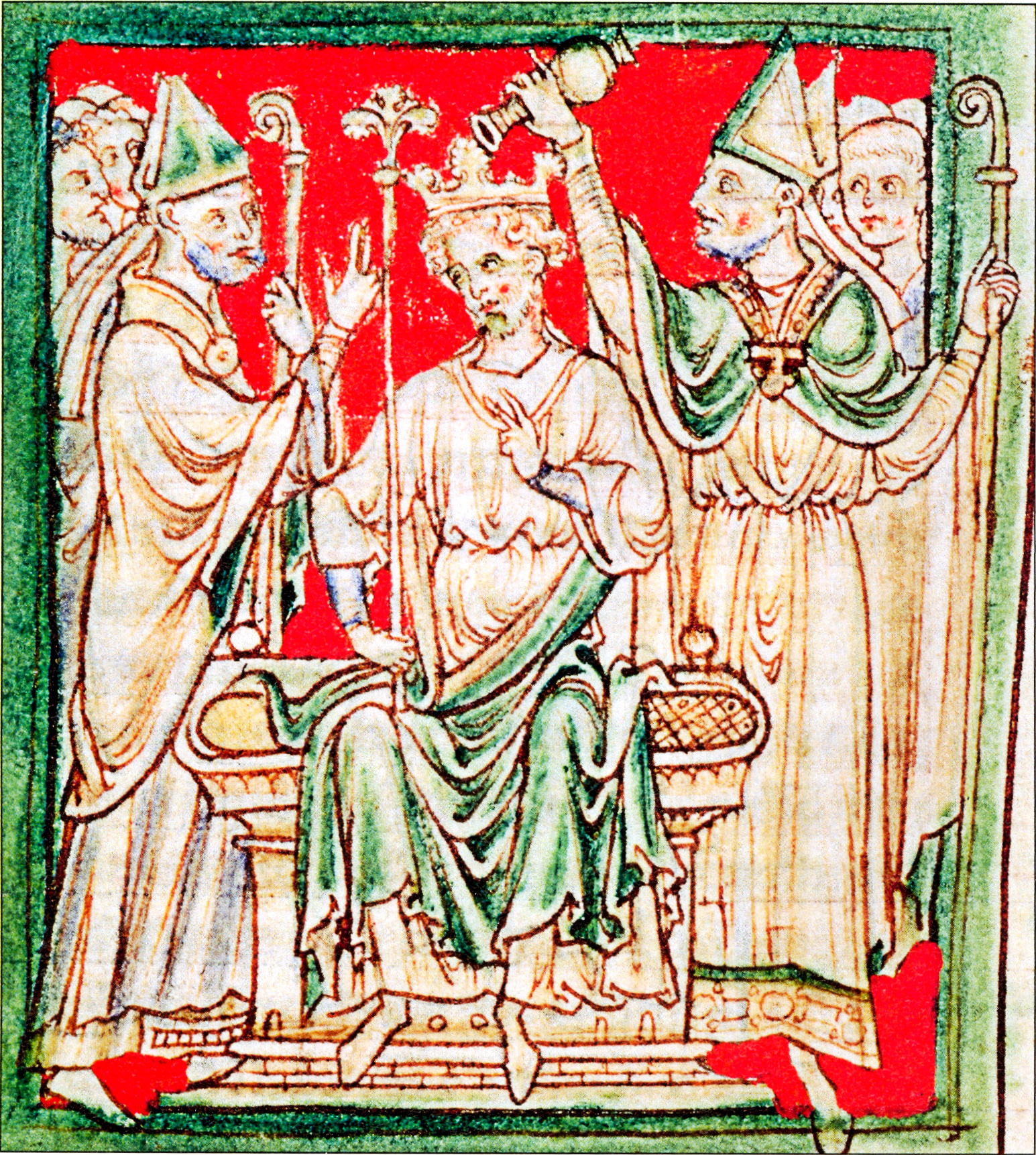
Încoronarea lui Richard ca rege al Angliei la Westminster Abbey, manuscris dintr-o cronică din secolul 13

### Plecarea în Cruciadă
Richard a fost oficial investit că Ducele Normandiei pe 20 iulie 1189 și încoronat ca rege la abația Westminster pe 3 septembrie 1189, având drept obiectiv să plece cât mai repede în cruciadă către Țara Sfântă pentru a elibera Ierusalimul de sub ocupația sarazinilor. Era taditional că evreii și femeile să aibă interdicție de a lua parte la încoronare, dar unii lideri evrei i-au adus cadouri noului rege.  Conform lui Ralph de Diceto, curtenii lui Richard i-au dezbrăcat și i-au biciuit pe evrei, apoi i-au alungat de la curte.
S-au răspândit zvonuri că Richard era antisemit și că a ordonat populației din Londra să ucidă toți evreii. Multe locuințe evreiești au fost distruse de piromani, iar mulți evrei au fost forțați să se convertească la creștinism.  Mulți  au ajuns închiși în Turnul Londrei, alții au reușit să scape.  Printre cei uciși era Jacob de Orléans, un cărturar evreu respectat. Roger de Howden scrie în Gesta Regis Ricardi că cetățenii invidioși și bigoți au început să se revolte. Richard i-a pedepsit cu asprime. Le-a permis în cele din urmă evreilor să se întoarcă la religia nativă. Baldwin de Forde, arhiepiscop de Canterbury, a remarcat " Dacă regele nu este omul lui Dumnezeu, atunci ar fi bine să fie al Diavolului".  
Ofensat de neascultarea poruncilor sale și realizând că asalturile i-ar putea destabiliza regatul în ajunul cruciadei, Richard a ordonat executarea tuturor celor responsabili de crime și persecuțîi, inclusiv al celor care s-au răsculat și au ars locuințe creștine. A distribuit un înscris regal prin care le cerea tuturor să-i lase pe evrei în pace.  Edictul a fost impus cu forță, rezultând violente și masacre ca cel de la York.  
Richard a luat crucea la Poitou în 1187.  Tatăl sau și Filip al II-lea au mai făcut asta la Gisors pe 21  ianuarie 1188 când au primit veștile căderii Ierusalimului.  După ce Richard a devenit rege, el și cu Filip au plecat spre cruciadă. Absența lor avea să ducă la tentative de uzurpari în teritoriile lor. 
Richard a depus un jurământ că va renunța la vicii și slăbiciuni pentru a se dovedi vrednic că poate purta crucea. A mobilizat și echipat armata pentru cruciadă, cheltuind o mare parte din averea tatălui său și creșterile de taxe. Pentru a lasă în urma sa ordine, l-a eliberat pe William I al Scoției din jurământul de supunere față de Richard în schimbul a unei sume de bani în valoare de 6500 lire.  Și-a vândut multe dintre proprietățile  sale și privilegii pentru a strânge bani.   Funcționarii au fost forțați să plătească sume uriașe pentru a rămâne în funcțiile lor, inclusiv William Longchamp, episcopul de Ely și cancelarul regelui. 
Richard a făcut ultimele aranjamente, l-a reconfirmat pe William Fitz Ralph ca postelnic de Normandia,  în Anjou l-a înlocuit pe Stephen de Tours , pe care  l-a închis temporar pentru erori fiscale,  cu Payn de Rochefort, cavaler angevin, în Poitou l-a numit   postelnic pe Peter Bertin, iar în Gasconia l-a făcut postelnic pe Helie de  La Celle.  
În final, în vara 1190, Richard a pornit la drum cu armata, numindu-i drept regenti pe Hugh de Puiset, Episcopul de Durham, William de Mandeville (care a murit ulterior și a fost înlocuit cu William Longchamp). 
Ioan, fratele mai tânăr al lui Richard, nu era satisfăcut cu decizia regelui și a început să comploteze împotriva lui William Longchamp.  
Când Richard  a cerut fonduri pentru cruciada sa,  a declarat "Aș vinde până și Londra dacă i-aș găși un cumpărător". 

### Ocuparea Siciliei

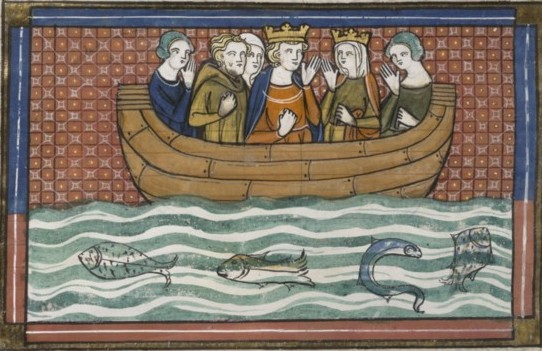
Richard I, Ioana, regina Siciliei şi Berengaria de Navarre

În septembrie 1190, Richard și Filip au ajuns în Sicilia. După moartea regelui  William al II-lea de Sicilia în 1189, vărul său Tancred a preluat puterea, cu toate că moștenitorul legal era Constance, mătușa lui William, soția lui Henric al VI-lea, împăratul Sfântului Imperiu Roman.   Tancred a închis-o pe văduva lui William, regina Ioana, care era sora lui Richard.  Richard a cerut eliberarea imediată și înapoierea titlului regal. Pe 28 septembrie a fost eliberată, dar nu și-a recăpătat titlul regal.   
Prezența trupelor străine au cauzat revolte. În octombrie, populația Messinei s-a revoltat, cerând străinilor să plece.  Richard a atacat Messina și a capturat-o pe 4 octombrie 1190.  După ce a jefuit și ars orașul, Richard și-a stabilit baza. Dar au izbucnit tensiuni între el și Filip pe tema căsătoriei lui Richard cu Alys, sora regelui francez. El a rămas aici până când Tancred a agreat să semneze tratatul   pe 4 martie 1191 împreună cu Filip.  Termenii erau următorii:   Ioana primea 570 kg de aur că o compensație pentru luarea titlului ei regal, pe care Tancred a păstrat-o. 
Richard l-a numit oficial pe nepotul sau, Arthur de Bretania,fiul lui Geoffrey, ca moștenitor, și Tancred i-a promis că o să se casatoreassca cu una din fiicele lui Arthur când va avea vârstă potrivită, ba i-a promis 570 kg de aur dacă nu se va căsători 
Cei doi regi au stat în Sicilia pentru un timp, dar din cauza tensiunilor, Filip a început să comploteze cu Tancred împotriva lui Richard. Cei doi regi au ieșit la aer curat și au ajuns la un acord că Richard să nu se mai căsătorească cu sora lui Filip, Alys. 

### Cucerirea Ciprului

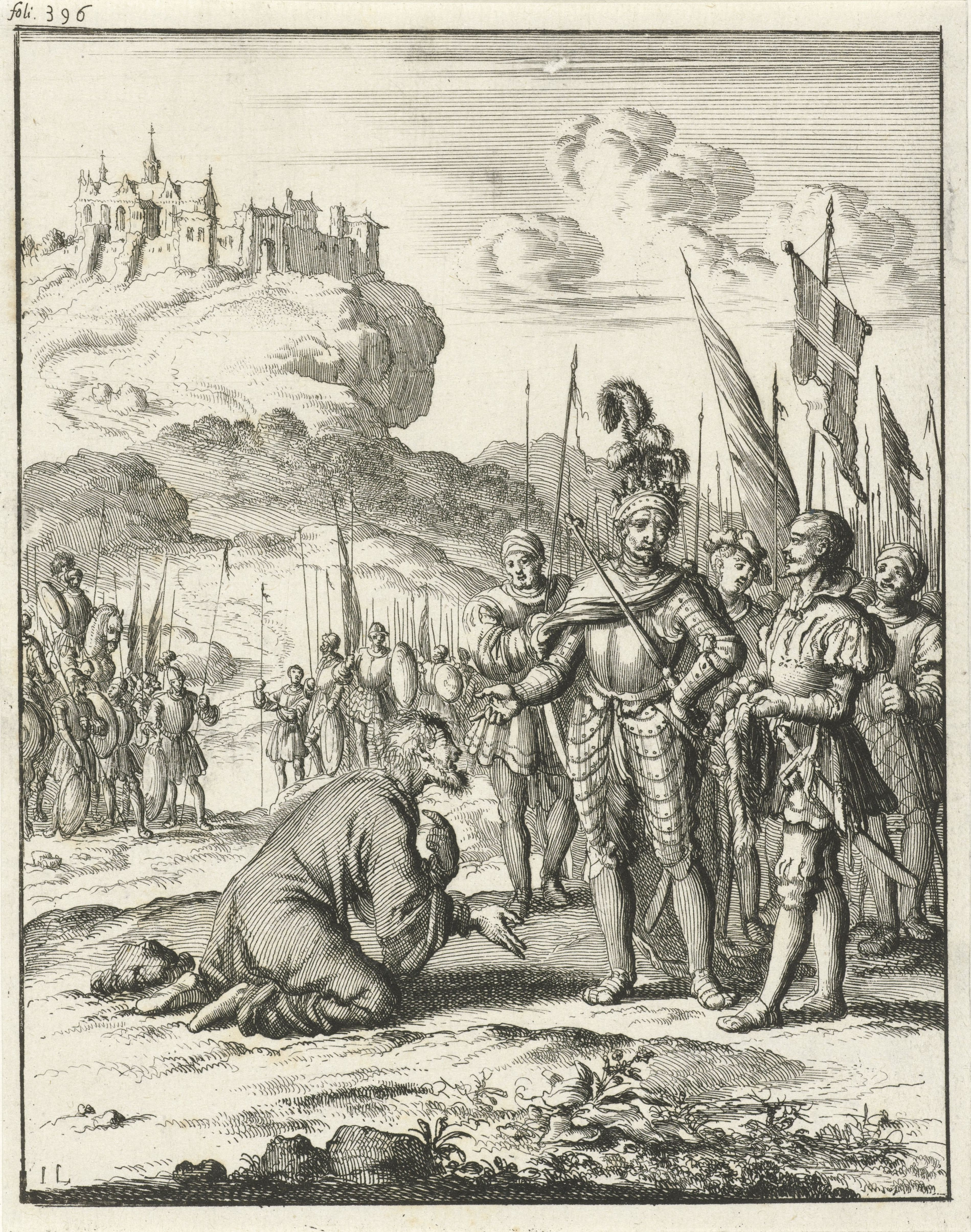
Isaac îi cere iertare regelui Richard

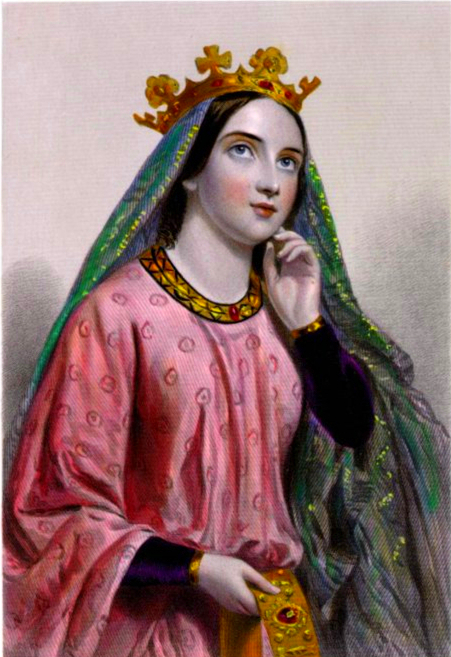
Berengaria de Navarre, regina Angliei şi nevasta regelui Richard

În aprilie 1191, Richard a părăsit Messina pentru a ajunge în Acra, dar o furtună i-a dispersat flota. După căutări, a descoperit că corabia care o transporta pe sora să Ioana și pe noua sa iubita, Berengaria de Navarra, a ancorat pe coasta de sud a Ciprului, alături de vasul care avea tezaur.  Supraviețuitorii naufragiului au fost lăuți prizonieri de conducătorul insulei, Isaac Komnenos. 
Pe 1 mai 1191, flota lui Richard a ajuns în portul Lemesos din Cipru. I-a ordonat lui Isaac să elibereze prizonierii și să-i înapoieze tezaurul. Isaac a refuzat, iar Richard a debarcat cu trupele sale și a cucerit Limassol. Mulți prinți din Țară Sfânta  au ajuns la Limassol în același timp, printre  care și Guy de Lusignan. Toți și-au declarat suportul pentru Richard.  Richard i-a făgăduit ajutor lui Guy împotriva rivalului său, Conrad de Montferrat. 
Pe 12 mai 1191, la capela Sfântului Gheorghe, Richard s-a căsătorit cu Berengaria, fiica regelui Shancho al VI-lea de Navarra. La nuntă a participat sora sa, Ioana, care a venit din Sicilia.  Nunta a fost acompaniată de petreceri, distracții și festivități cu pompă, precum și de parade publice.  
Magnații locali l-au abandonat pe Isaac, care a făcut pace cu Richard, i s-a alăturat cauzei sale în cruciadă, și i-a oferit mâna fiicei sale către o persoană numită de Richard. Issac s-a răzgândit și a încercat să scape, iar trupele lui Richard, conduse de Guy de Lusignan, au cucerit toată insula la 1 iunie. Issac s-a predat și i-au fost confiscate cuferele cu argint că Richard să nu-l pună în lanțuri de fier. Richard i-a numit pe Richard de Camville și Robert de Thornham că guvernatori ai insulei. După câțiva ani i-a vândut insula lui Robert de Sablé, maestrul Ordinului Templierilor, dar care a fost cumpărat în 1192 de Guy de Lusignan care l-a transformat în regatul său feudal. 
Richard, prin ocuparea insulei, și-a asigurat o poziție strategică  în Mediterană în drumul sau spre Țara Sfânta.  
Pe 5 iunie, Richard a plecat din Cipru spre Acra.

### Expediția în Țara Sfântă

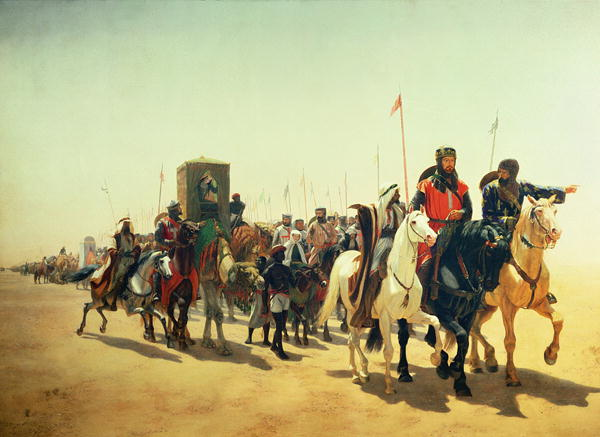
Richard în drum spre Ierusalim

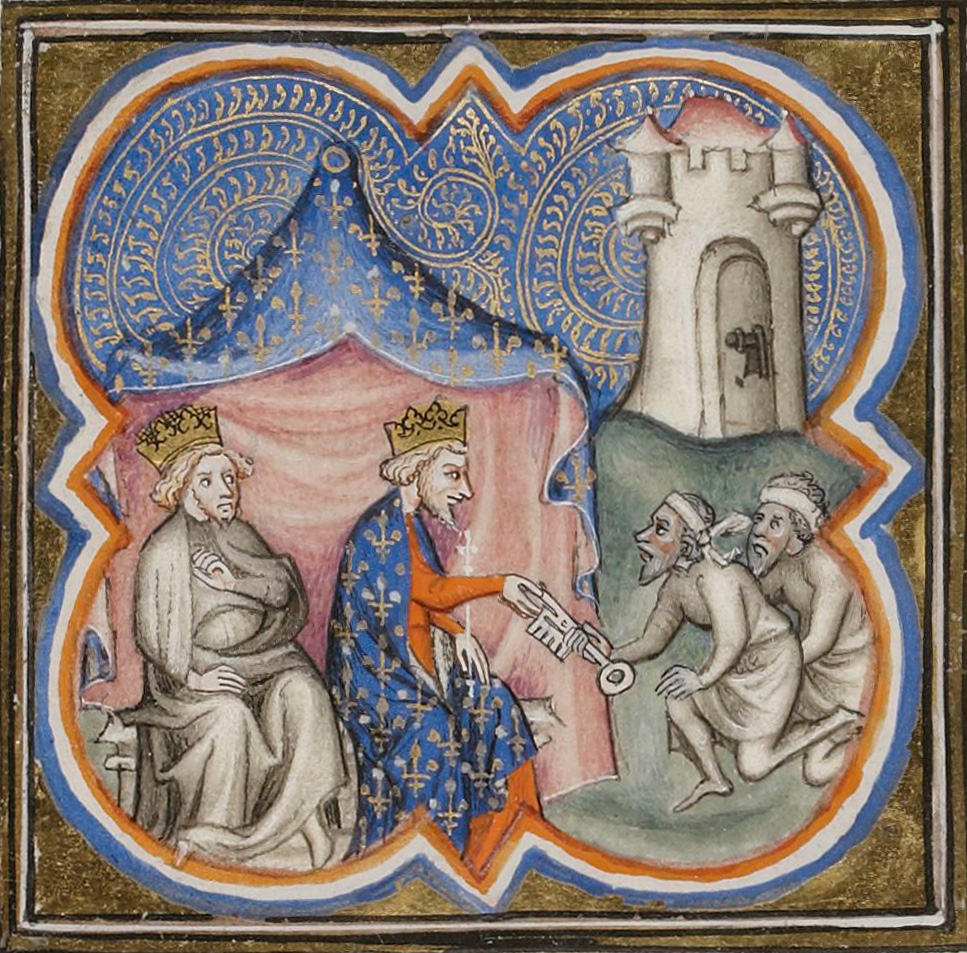
Filip și Richard în asediul de la Acra, când apărătorii cetății se predau

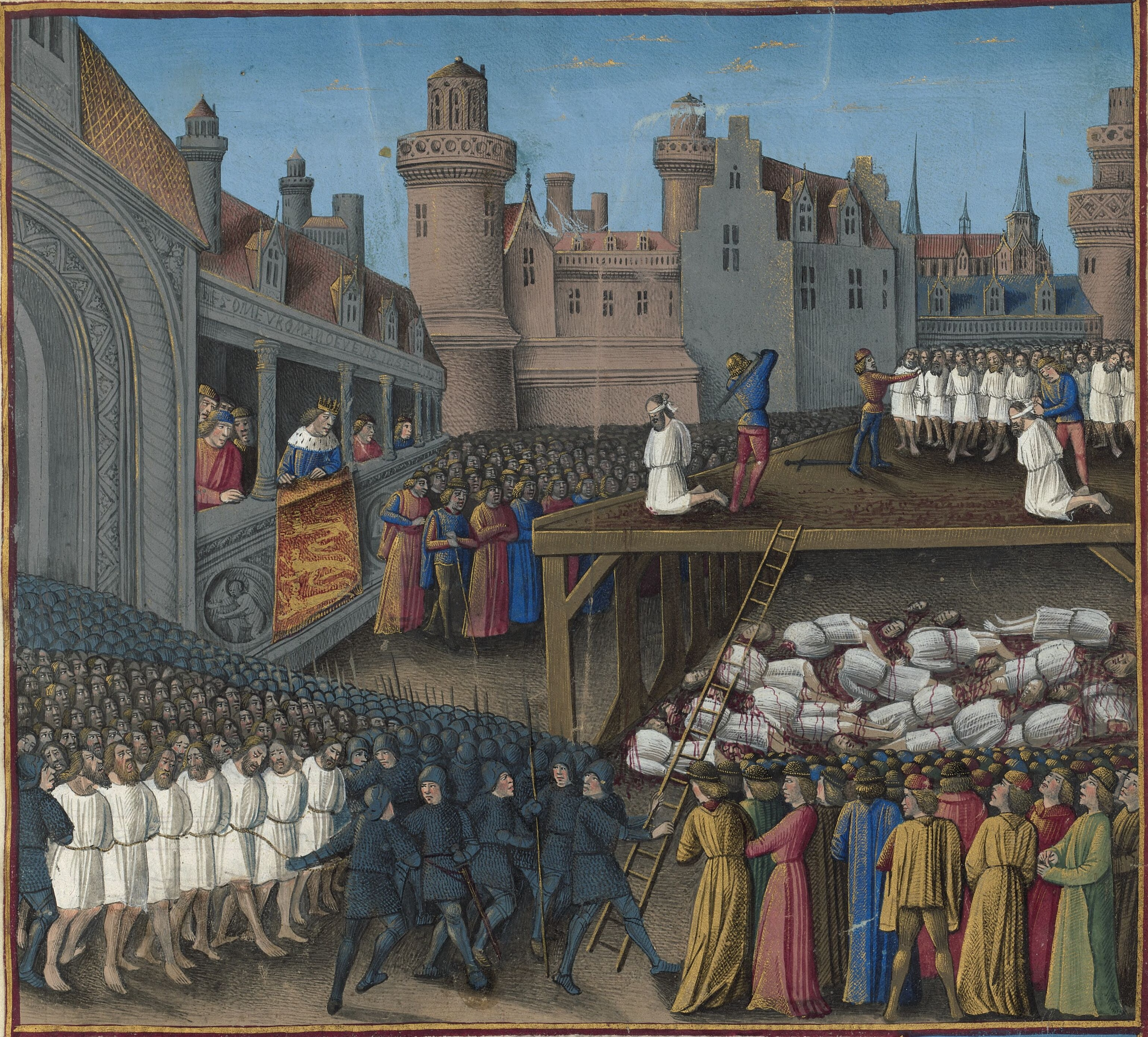
Richard ordona executia prizonierilor musulmani

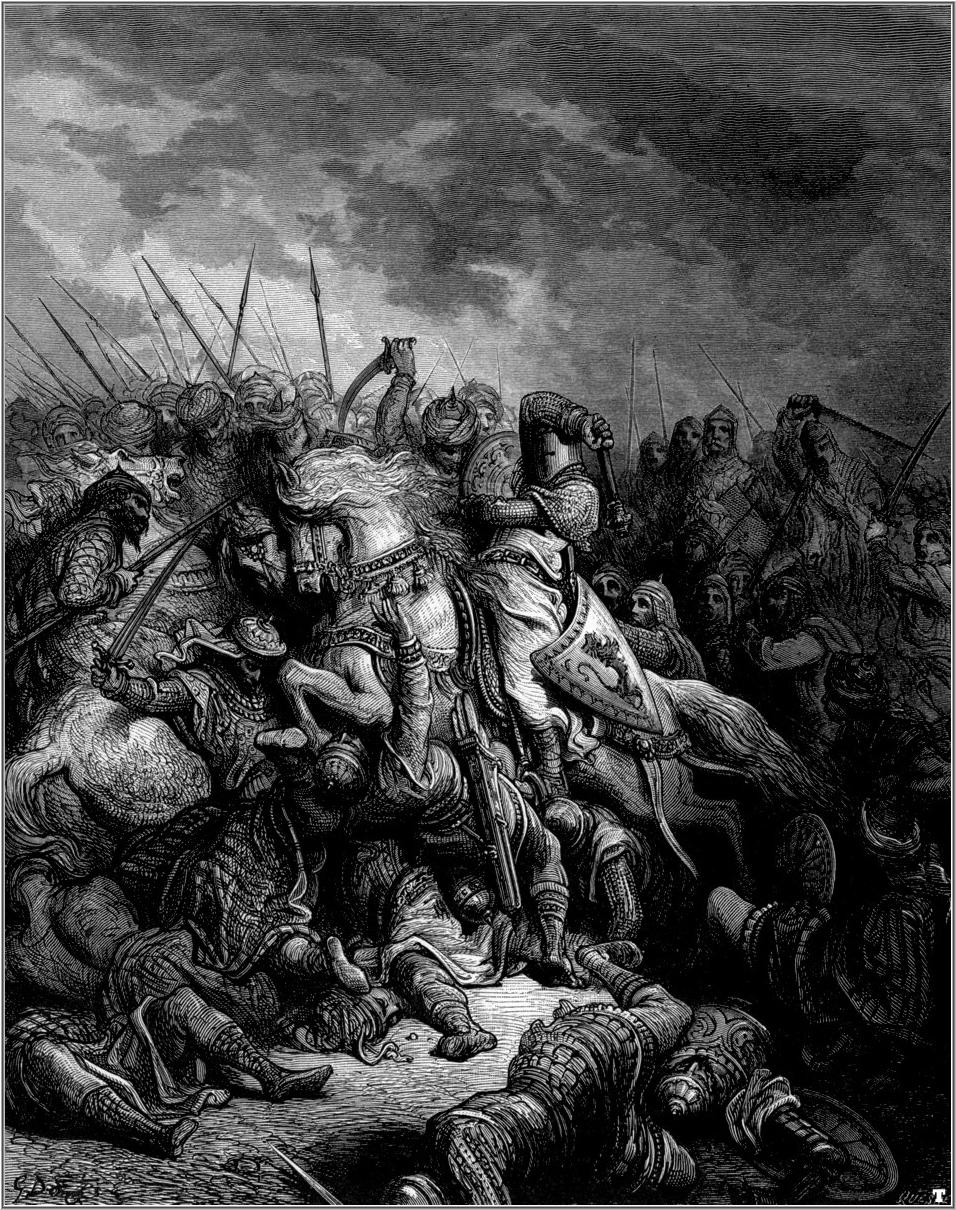
Batalia de la Arsuf

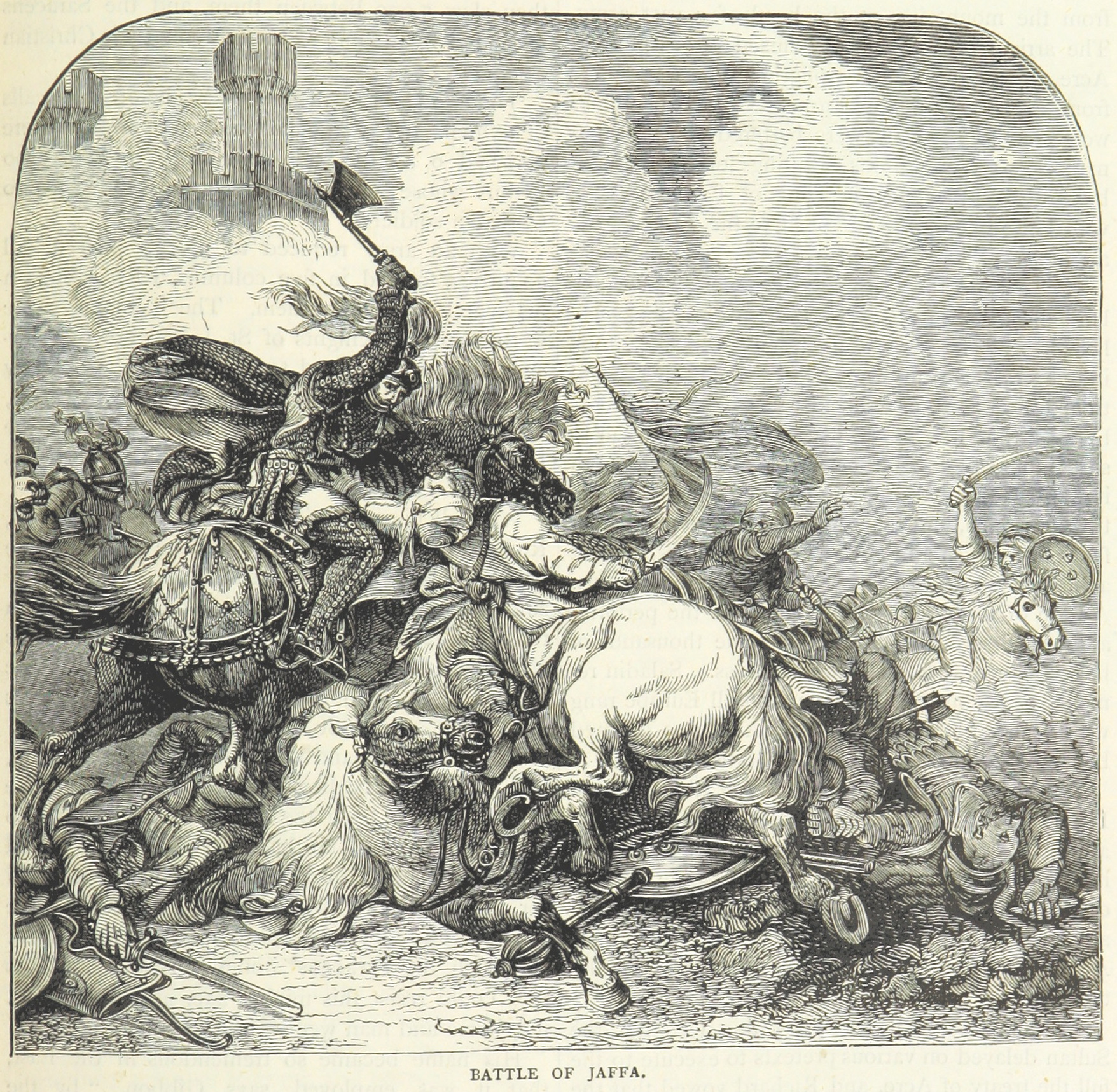
Batalia de la Jaffa

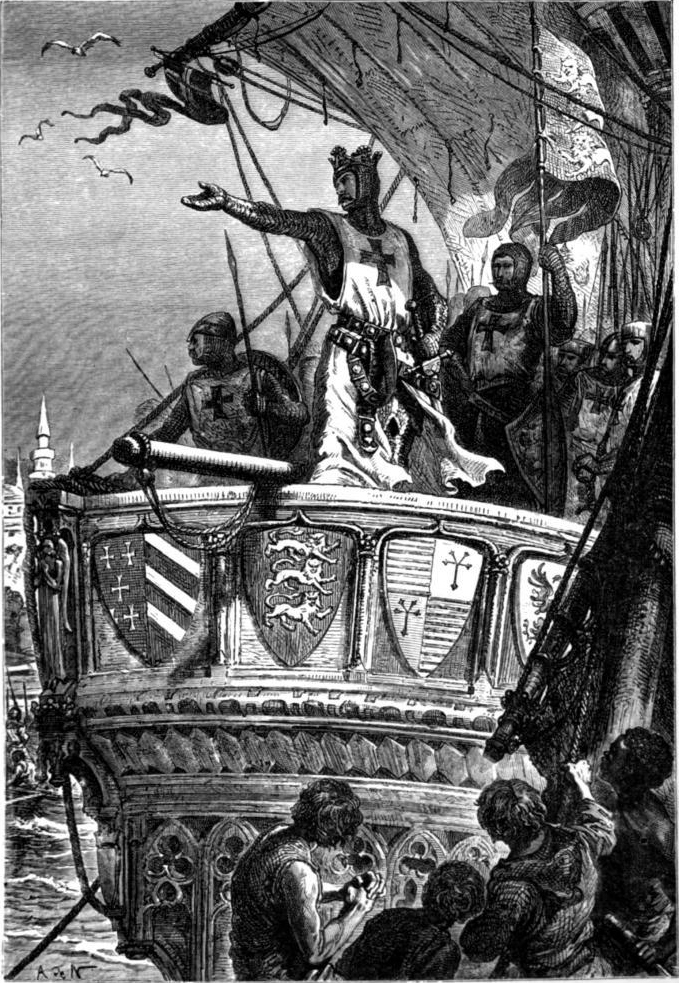
Richard isi ia ramas bun de la Tara Sfanta

Richard a debarcat la Acra pe 8 iunie 1191. A oferit sprijin vasalului sau poitevin, Guy de Lusignan, care i-a adus trupe din Cipru să-l ajute. Guy, rămas văduv după moartea reginei Sibylla al Ierusalimului pe durata asediului Acrei datorită ciumei, a încercat să-și recupereze coroana Regatului Ierusalimului. Rivalul sau, Conrad de Montferrat, al doilea soț al surorii vitrege al Sibyllei, Isabella, a pretins și el coroana Ierusalimului.  Acesta se laudă că a aparat Tyr în 1187. Era sprijinit de regele Filip al Franței, fiul lui Ludovic al VII-lea al Franței, care îi era văr, și de Leopold al V-lea, ducele de Austria, un alt văr. 
Richard s-a aliat cu Humphrey al IV-lea de Toron, primul soț al Isabellei, de care a divorțat în 1190.  Humphrey era loial lui Guy și vorbea araba fluent, de aceea  Richard l-a folosit ca pe translator și negociator. 
Richard și forțele sale  au ajutat la capturarea cetății Acra în ciuda faptului că s-a îmbolnăvit de  arnaldia, o boală similară cu scorbutul.   Cu toate astea, el trăgea cu arbaleta în apărătorii sarazini ai cetății Acră, în timp ce era purtat pe o targă acoperită cu o pilotă de mătase. 
Conrad de Montferrat a concluzionat negocierile de predare ale forțelor sarazine din interiorul cetății Acră și a ridicat steagul regilor în oraș. Richard s-a certat cu Leopold al Austiei privind depoziția lui Isaac Comnenul.  Steagul lui Leopold a fost ridicat alături de steagurile regilor Richard și Filip care au considerat o aroganță, având în vedere că Leopold nu era decât un vasal al Împăratului Romano-German.  Cu toate astea, Leopold avea cel mai mare rang printre forțele imperiale, având în vedere că împăratul Frederic I al Sfântului Imperiu Roman a murit înecat în râul Salef , iar fiul său Frederick VI, ducele de Suabia  a murit la Acră.  Supărat, Leopold a părăsit cruciadă. 
Filip a plecat și el, având sănătatea șubrezită și din cauza certurilor cu Richard privind Ciprul, căci dorea o jumătate din insula și regatul Ierusalimului.  Richard a rămas singur, fără aliați, în lupta cu sarazinii.  
Richard a  ținut 2700 de prizonieri musulmani drept ostatici  că să-l oblige pe Saladin să predea teritoriile din jurul cetății Acra. Filip, înainte de a pleca,a lăsat prizonierii pe mâna lui Conrad, dar Richard l-a forțat să-i dea pe mâna sa. Richard s-a temut că forțele sale  vor fi  blocate  în Acra, deoarece el credea că campania să nu poate avansa cu prizonieri.   A ordonat, din considerente logistice și religioase, executarea tuturor prizonierilor.
Apoi s-a deplasat spre sud, învingând forțele lui Saladin la Bătălia de la Arsuf, la   50 km  nord de Jaffa, la 7 septembrie 1191. Saladin a încercat să hărțuiască armata lui Richard pentru a-i sparge formația . Cu toate acestea, Richard și-a menținut formația defensivă a armatei până când ospitalierii au rupt rândurile pentru a ataca aripa dreaptă a forțelor lui Saladin. Richard a ordonat apoi un contraatac general. A câștigat bătălia. Arsuf a fost o victorie importantă. Armata musulmană nu a fost distrusă, în ciuda pierderilor considerabile pe care a suferit-o, dar s-a retras; acest lucru a fost considerat rușinos de către musulmani și a sporit moralul cruciaților. În noiembrie 1191, după căderea  portului Jaffa, armata cruciaților au avansat spre   Ierusalim. Armata a mers apoi la Beit Nuba, la numai 12 mile de Ierusalim. Moralul musulman din Ierusalim a fost atât de scăzut încât sosirea cruciaților ar fi făcut probabil ca orașul să cadă rapid. Cu toate acestea, vremea a fost îngrozitor de rea, rece, cu ploi abundente și grindină; acest lucru, combinat cu teama că armata cruciadă, dacă ar asedia Ierusalimul, ar putea fi prinsă , a condus la decizia de a se retrage înapoi pe coastă.  Richard a încercat să negocieze cu Saladin, dar fără succes. În prima jumătate a anului 1192, el și trupele sale au refortificat Ascalonul.
O alegere l-a forțat pe Richard să-l accepte pe Conrad de Montferrat ca rege al Ierusalimului și a vândut Cipru protejatului său învins, Guy. Doar câteva zile mai târziu, la 28 aprilie 1192, Conrad a fost înjunghiat de asasini   înainte de a putea fi încoronat. Opt zile mai târziu, nepotul lui Richard, Henry al II-lea de Champagne,  s-a căsătorit cu văduva Isabella, deși purta copilul lui Conrad. Crima nu a fost niciodată soluționată în mod concludent, iar contemporanii lui Richard au bănuit  implicarea sa.  
Armata cruciadă a făcut un alt avans asupra Ierusalimului, iar în iunie 1192  a fost forțată să se retragă din nou, de data aceasta din cauza disensiunii dintre liderii săi. În special, Richard și majoritatea consiliului armatei voiau să-l oblige pe Saladin să renunțe la Ierusalim atacând baza puterii sale printr-o invazie a Egiptului. Liderul contingentului francez, Hugh al III-lea, ducele de Burgundia, a fost totuși convins că ar trebui să se facă un atac direct asupra Ierusalimului. Acest lucru a împărțit armata cruciaților în două facțiuni și niciuna dintre ele nu a fost suficient de puternică pentru a-și atinge obiectivul. Richard a declarat că va însoți orice atac asupra Ierusalimului, dar numai ca simplu soldat; a refuzat să conducă armata. Fără un comandament unit, armata nu mai avea de ales decât să se retragă înapoi pe coastă. 
A început o perioadă de mici lupte cu forțele lui Saladin, punctate de o altă înfrângere pe câmp pentru armata ayyubidă la bătălia de la Jaffa. Baha 'al-Din, un soldat musulman contemporan și biograf al Saladinului, a înregistrat un tribut adus priceperii marțiale a lui Richard la această bătălie: 
„Am fost sigur ... că în acea zi regele Angliei, cu lancea în mână, a călărit de-a lungul   armatei noastre de la dreapta la stânga și niciunul dintre soldații noștri nu a părăsit rândurile pentru a-l ataca. Sultanul s-a înfuriat și a părăsit câmpul de luptă mâniat ... ".   
Ambele părți și-au dat seama că pozițiile lor respective deveneau de nesuportat. Richard știa că atât Philip, cât și propriul său frate Ioan, începeau să comploteze împotriva lui, iar moralul armatei lui Saladin fusese grav erodat de înfrângeri repetate. Cu toate acestea, Saladin a insistat asupra distrugerii fortificațiilor   Ascalon, pe care oamenii lui Richard le reconstruiseră, și alte câteva puncte. Richard a făcut o ultimă încercare de a-și consolida poziția de negociere încercând să invadeze Egiptul - principala bază de aprovizionare a lui Saladin -  dar a eșuat. În cele din urmă, timpul a trecut pentru Richard. Și-a dat seama că întoarcerea sa nu mai putea fi amânată, deoarece Filip și Ioan profitau de absența sa. El și Saladin au ajuns în sfârșit la un armistițiu la 2 septembrie 1192. Condițiile prevăzute pentru distrugerea fortificațiilor   Ascalon  au permis accesul pelerinilor și comercianților creștini la Ierusalim printr-un armistițiu de trei ani.   Richard, fiind bolnav de arnaldia, a plecat spre  Anglia la 9 octombrie 1192.